# Еберсбург
Еберсбург (њем. Ebersburg) општина је у њемачкој савезној држави Хесен. Једно је од 23 општинска средишта округа Фулда. Према процјени из 2010. у општини је живјело 4.557 становника. Посједује регионалну шифру (AGS) 6631004.

## Географски и демографски подаци
Еберсбург се налази у савезној држави Хесен у округу Фулда. Општина се налази на надморској висини од 362 метра. Површина општине износи 37,0 km². У самом мјесту је, према процјени из 2010. године, живјело 4.557 становника. Просјечна густина становништва износи 123 становника/km².